# Miss Planeta Internacional 2022
Miss Planeta Internacional 2022 fue la 2.ª edición del certamen Miss Planeta Internacional, correspondiente al año 2022; la cual se llevó a cabo el 29 de enero de 2023 en el Teatro Koh Pich de la ciudad de Nom Pen, Camboya. Candidatas de 14 países y territorios autónomos compitieron por el título. Al final del evento, Halley Amin, presidenta de la organización coronó a Maria Luisa Varela, de Filipinas. Monique Best no pudo coronar a su sucesora.

## Resultados
| Posiciones                      | Candidata                        |
| ------------------------------- | -------------------------------- |
| Miss Planeta Internacional 2022 | - Filipinas - Maria Luisa Varela |
| Primera Finalista               | - Zimbabue - Jemima Mandemwa     |
| Segunda Finalista               | - Japón - Ono Aya                |
| Tercera Finalista               | - Vietnam - Tiffany Ha           |
| Cuarta Finalista                | - Finlandia - Katariina Juselius |
| Quinta Finalista                | - Letonia - Alina Safronova      |
| Sexta Finalista                 | - Camboya - Sreyleak Pok         |

## Premios Especiales
| Título                       | Candidata                         |
| ---------------------------- | --------------------------------- |
| Mejor Traje Nacional         | - Camboya - Sreyleak Pok          |
| Miss Belleza Natural         | - Tanzania - Eva Raphael          |
| Miss Embajadora de Turismo   | - Laos - Soeng Vongchanpenhbormey |
| Miss Fotogénica              | - Zimbabue - Jemima Mandemwa      |
| Miss Humanidad               | - Pakistán - Shafaq Akhtar        |
| Miss Popularidad             | - India - Rakshaya Manohar        |
| Miss Redes Sociales          | - Filipinas - Maria Luisa Varela  |
| Miss Simpatía                | - Letonia - Alina Safronova       |
| Miss Traje de Noche Perfecto | - Letonia - Alina Safronova       |

## Candidatas
14 candidatas compitieron por el título:
(En la tabla se utiliza su nombre completo, los sobrenombres van entrecomillados y los apellidos utilizados como nombre artístico, entre paréntesis; fuera de ella se utilizan sus nombres «artísticos» o simplificados).
| País/Territorio | Candidata                        |
| --------------- | -------------------------------- |
| Bélgica         | Cyrielle Feumetio                |
| Botsuana        | Onameditse Botumile              |
| Camboya         | Sreyleak Pok                     |
| China           | Lok Yick-Yu                      |
| Filipinas       | Maria Luisa Abaño Varela         |
| Finlandia       | Katariina Marie Matilda Juselius |
| India           | Rakshaya Manohar                 |
| Japón           | Ono Aya                          |
| Laos            | Soeng Vongchanpenhbormey         |
| Letonia         | Alina Safronova                  |
| Pakistán        | Shafaq Naseem Akhtar             |
| Tanzania        | Eva Paul Raphael                 |
| Vietnam         | Tiffany Ha                       |
| Zimbabue        | Jemima Ruth Mandemwa             |

### Candidatas retiradas
- Alemania - Stephanie Oben Ebob
- Angola - Nilda Songo
- Argentina - María Elena Mateo
- Aruba - Angelique van Varsseveld
- Baréin - Maryam Siddiq
- Bielorrusia - Ksenija Laskina
- Brasil - Hosana Gomes Silva
- Burkina Faso - Mamounata Nikiema
- Burundi - Gloire Aimée Ishimwe
- Bután - Tashi Choden Chombal
- Cabo Verde - Jassica Centeio
- Camerún - Christine Adibime
- Canadá - Natalie Allin
- Chile - Bárbara Ruiz Vargas
- Colombia - Hazel Daniela Zuñiga Pinedo
- Costa de Marfil - Sandra N’guessan
- Costa Rica - Kendra Valeska Villalobos
- Croacia - Nera Lešić
- Curazao - Charliza Francisca
- Dinamarca - Helene Skovsgaard
- Ecuador - Diana Nicol Puga Cadena
- Egipto - Jade Vaughan
- Eritrea - Winta Russom
- Escocia - Caitlin Gregory
- España - Dasha Valderrama Medina
- Estados Unidos - Janice Jimenez
- Etiopía - Bethelhem Nigatu
- Francia - Laure-Emmanuelle Marion
- Gales - Stevie Rayner
- Gambia - Adama Ceesay
- Ghana - Benedicta Amoah Sikapa
- Guatemala - Raquel María Alejandra Escalante Chacón
- Guinea - Souadou Camara
- Indonesia - Diva Aura Amelia
- Inglaterra - Natalie Nason
- Irán - Helya Zandy
- Irlanda - Amina Antonova
- Italia - Arianna D'Urso
- Jamaica - Tonille Simone Watkis
- Kazajistán - Darya Sibirtseva
- Kenia - Daisy Isiaho
- Lesoto - Rebecca Agente
- Liberia - Gabrielyn B. Kamara
- Madagascar - Marion Dormignie
- Malasia - Syafiqah Ibrahim
- Malaui - Leticia Bwanausi
- Mauricio - Jade Pyndiah
- México - María Fernanda Martínez
- Myanmar - Esther Maung
- Namibia - Magdalena Nangenda
- Nepal - Manshu Pradhan
- Níger - Amadou Zoulahatou
- Nigeria - Stephanie Chukwuemeka
- Noruega - Chanel Nilsen
- Nueva Zelanda - Petria Haigh
- Países Bajos - Cindy Verkaik
- Paraguay - Kendal Hirschfeld
- Perú - Larissa Priscilla Guadiamus Núñez
- Portugal - Sofia Mota Jorge
- Puerto Rico - Natasha Badillo Gómez
- República Checa - Tamila Khodjaeva
- República Democrática del Congo - Julia Kapinga
- República Dominicana - Elianny Alexandra Capellán Serra
- Riviera Maya - Valeria Albiac
- Ruanda - Cynthia Uwimbabazi
- Rumania - Mihaela Alexandra Grigore
- Rusia - Alina Garaeva
- Senegal - Adji Awa Sidibé
- Serbia - Hristina Vujinović
- Sierra Leona - Fatu Rugiatu Kamara
- Siria - Zelga Danho
- Somalia - Naima Mohammed
- Sri Lanka - Iman Cader
- Sudáfrica - Meghan Pearl
- Sudán - Tayseer Kheir
- Suecia - Hailey Rose
- Tailandia - Renée Renita Veronica Pagano
- Ucrania - Rimma Badun
- Uganda - Cynthia Achieng
- Uzbekistán - Zarina Ginatullina
- Venezuela - Leyhangel Valbuena

### Candidatas reemplazadas
- Bélgica - Sophia Perle fue reemplazada por Cyrielle Feumetio.
- Botsuana - Marang Phuthegelo fue reemplazada por Onameditse Botumile.
- Camboya - Soravattey Pon fue reemplazada por Sreyleak Pok.
- Filipinas - Herlene Nicole Policarpio Budol fue reemplazada por Maria Luisa Abaño Varela.
- India - Jaruien Khongsit fue reemplazada por Rakshaya Manohar.
- Tanzania - Renee Kisoka fue reemplazada por Eva Paul Raphael.

## Sobre los países en Miss Planeta Internacional 2022

### Naciones debutantes
| - Botsuana - China - Finlandia | - Pakistán - Tanzania - Zimbabue |

### Naciones ausentes
| - Argentina - Australia - Bielorrusia - Brasil - Burundi - Corea del Sur - Egipto - Estados Unidos - Francia - Kenia - Malasia - México - Mongolia | - Myanmar - Nepal - Países Bajos - Paraguay - Portugal - Puerto Rico - Rusia - Serbia - Suazilandia - Sudáfrica - Tailandia - Ucrania |